# Liste der denkmalgeschützten Objekte in Payerbach
Die Liste der denkmalgeschützten Objekte in Payerbach enthält die 31 denkmalgeschützten, unbeweglichen Objekte der Gemeinde Payerbach im niederösterreichischen Bezirk Neunkirchen.

## Denkmäler
| Foto |                 | Denkmal | Standort                                                 | Beschreibung | Metadaten |
| ---- | --------------- | --- | -------------------------------------------------------- | --- | --- |
| ja   | Datei hochladen | Elisabethkapelle HERIS-ID: 70133 Objekt-ID: 83238                                                                     | westlich Kreuzberg 59 Standort KG: Kreuzberg             | 1903 vom Industriellen Edmund Bachmann zum Andenken an Kaiserin Elisabeth gestiftet, neugotischer Bau mit Dreiseitschluss unter hohem Satteldach mit Dachreiter. | BDA-Hist.: Q38124105 Status: § 2a Stand der BDA-Liste: 2025-06-30 Name: Elisabethkapelle GstNr.: .69 |
| ja   | Datei hochladen | Ehem. Landhaus Khuner, Adolf Loos Haus HERIS-ID: 34724 Objekt-ID: 33099                                               | Kreuzberg 60 Standort KG: Kreuzberg                      | Das Landhaus am Kreuzberg ist ein Spätwerk des Architekten Adolf Loos, errichtet 1929/1930 im Auftrag des Lebensmittelindustriellen Paul Khuner. Loos entwarf das Haus gemeinsam mit seinem Mitarbeiter Heinrich Kulka, der auch die Bauleitung innehatte. Das Haus wurde ab 1959 in ein Hotelrestaurant umgebaut und steht seit 1963 unter Denkmalschutz. | BDA-Hist.: Q37959654 Status: Bescheid Stand der BDA-Liste: 2025-06-30 Name: Ehem. Landhaus Khuner, Adolf Loos Haus GstNr.: .71, 535/9 Landhaus Khuner, Payerbach                                                    |
| ja   | Datei hochladen | Südbahnstrecke „Semmering-Bahn“ (Gloggnitz-Mürzzuschlag) HERIS-ID: 28198 Objekt-ID: 24753                             | Standort KG: Küb                                         | Die Semmeringbahn wurde 1854 eröffnet und ist die älteste normalspurige Gebirgsbahn Europas. Sie wurde von Carl Ritter von Ghega geplant. Vom Bahnhof Gloggnitz zum Bahnhof Mürzzuschlag sind es 41 Kilometer. Im Bereich der Katastralgemeinde Küb gibt es die Haltestelle Küb (Lage), 2 Streckenaufsichtsbauten (WH 136 und WH 137) sowie den Kübgraben-Viadukt (Lage). | BDA-Hist.: Q64026704 Status: Bescheid Stand der BDA-Liste: 2025-06-30 Name: Südbahnstrecke „Semmering-Bahn“ (Gloggnitz-Mürzzuschlag) GstNr.: .23, 73/1, .22 Semmering Railway in Payerbach                          |
| ja   | Datei hochladen | Barbarakapelle HERIS-ID: 70212 Objekt-ID: 83322                                                                       | bei Barbara Weg 4 Standort KG: Küb                       | ehemalige Garnisonskapelle des k.u.k. Gebirgs-Artillerie-Regiments Nr. 2 in der Payerbacher Kaserne, 1917 1. Weihe, 1922/23 Übertragung hierher und 2. Weihe, kleiner Holzständerbau mit Dreiseitschluss unter vorkragendem Schopfwalmdach mit Dachreiter | BDA-Hist.: Q28871659 Status: § 2a Stand der BDA-Liste: 2025-06-30 Name: Barbarakapelle GstNr.: .78 Barbarakapelle (Küb)                                                                                             |
| ja   | Datei hochladen | Einstiegshäuschen der 1. Wiener Hochquellenwasserleitung HERIS-ID: 70169 Objekt-ID: 83279                             | neben Anton Weiser Straße 34 Standort KG: Payerbach      | Die I. Wiener Hochquellenwasserleitung ist ein Teil der Wiener Wasserversorgung und war die erste Versorgung von Wien mit einwandfreiem Trinkwasser. Nach vierjähriger Bauzeit wurde die 95 Kilometer lange Leitung am 24. Oktober 1873 eröffnet. Das Einstiegshäuschen trägt die Nummer 4. | BDA-Hist.: Q64765505 Status: § 2a Stand der BDA-Liste: 2025-06-30 Name: Einstiegshäuschen der 1. Wiener Hochquellwasserleitung GstNr.: 132/5 Hochquellenwasserleitung in Payerbach                                  |
| ja   | Datei hochladen | Südbahnstrecke „Semmering-Bahn“ (Gloggnitz-Mürzzuschlag) HERIS-ID: 28191 Objekt-ID: 24745                             | Bahnhofplatz 1 Standort KG: Payerbach                    | Die Semmeringbahn wurde 1854 eröffnet und ist die älteste normalspurige Gebirgsbahn Europas. Sie wurde von Carl Ritter von Ghega geplant. Vom Bahnhof Gloggnitz zum Bahnhof Mürzzuschlag sind es 41 Kilometer. Im Bereich der Katastralgemeinde Payerbach gibt es den Bahnhof Payerbach-Reichenau (Lage) mit seinen Nebengebäuden, 3 Streckenaufsichtsbauten (WH 129, WH 132 und WH 133) sowie die Viadukte über die Schwarza (Lage) und den Payerbachgraben (Lage) | BDA-Hist.: Q64026469 Status: Bescheid Stand der BDA-Liste: 2025-06-30 Name: Südbahnstrecke „Semmering-Bahn“ (Gloggnitz-Mürzzuschlag) GstNr.: 139, .79, .75, .78, .291, .74, .72, .70 Semmering Railway in Payerbach |
| ja   | Datei hochladen | Kesselhaus des Bahnhofs Payerbach HERIS-ID: 50361 Objekt-ID: 55261                                                    | Bahnhofplatz 4 Standort KG: Payerbach                    | → Hauptartikel : Bahnhof Payerbach-Reichenau f1 | BDA-Hist.: Q64026470 Status: Bescheid Stand der BDA-Liste: 2025-06-30 Name: Kesselhaus des Bahnhofs Payerbach GstNr.: .76                                                                                           |
| ja   | Datei hochladen | Friedhofskapelle HERIS-ID: 70546 Objekt-ID: 83666                                                                     | in der Nähe Bahnhofweg 6 Standort KG: Payerbach          | 1880 als Gruftkapelle für Viktor Alexander von Erlanger nach Entwurf von Heinrich Ferstel im Stil der Neorenaissance erbaut | BDA-Hist.: Q38125333 Status: § 2a Stand der BDA-Liste: 2025-06-30 Name: Friedhofskapelle GstNr.: 149/4 Erlanger-Mausoleum                                                                                           |
| ja   | Datei hochladen | Wetterhäuschen HERIS-ID: 70156 Objekt-ID: 83262                                                                       | bei Dr. Coumont Straße 2b Standort KG: Payerbach         | gusseisernes Wetterhäuschen mit Glockendach, 1908 | BDA-Hist.: Q38124181 Status: § 2a Stand der BDA-Liste: 2025-06-30 Name: Wetterhäuschen GstNr.: 523/3 Wetterhäuschen Payerbach                                                                                       |
| ja   | Datei hochladen | Gedenkstein Kaiser-Eiche HERIS-ID: 70157 Objekt-ID: 83263                                                             | Dr. Coumont Straße 2b Standort KG: Payerbach             | Gedenkstein bezeichnet 1908 | BDA-Hist.: Q38124190 Status: § 2a Stand der BDA-Liste: 2025-06-30 Name: Gedenkstein Kaiser-Eiche GstNr.: 523/3 Kaisereiche Payerbach                                                                                |
| ja   | Datei hochladen | Modell „Villa Semmeringhäuschen“ HERIS-ID: 70155 Objekt-ID: 83261                                                     | in der Nähe Dr. Coumont Straße 2c Standort KG: Payerbach | Modell der 1903 erbauten Villa Mautner-Markhof am Semmering von Franz von Neumann, 1904 von Carl Weinzettel restauriert | BDA-Hist.: Q38124172 Status: § 2a Stand der BDA-Liste: 2025-06-30 Name: Modell „Villa Semmeringhäuschen“ GstNr.: 523/3 Modell Semmeringhäuschen                                                                     |
| ja   | Datei hochladen | Kath. Pfarrkirche hl. Jakob der Ältere HERIS-ID: 50364 Objekt-ID: 55264                                               | neben Ortsplatz 6 Standort KG: Payerbach                 | Ursprünglich Filiale von Gloggnitz, dem bayrischen Stift Formbach inkorporiert, 1379 urkundlich Pfarre, 1446 angeblich Zerstörung der Kirche, 1447 Wiederherstellung und Neuweihe, zweischiffige spätgotische Hallenkirche mit Südwestturm, West- und Nordmauer mit romanischem Kern, Mitte 14. Jahrhundert Chor und südliche Sakristei, 15. Jahrhundert Langhauserweiterung nach Süden und Turm, um 1525 Einwölbung des Langhauses, Mitte des 18. Jahrhunderts Oratorium über der südlichen Sakristei, neue nördliche Sakristei mit Oratorium von 1828, 1970 Innenrestaurierung und Entfernung der neugotischen Einrichtung, 1973 Außenrenovierung | BDA-Hist.: Q38039694 Status: § 2a Stand der BDA-Liste: 2025-06-30 Name: Kath. Pfarrkirche hl. Jacob d.Ä. in Payerbach GstNr.: .18, 628/3 Pfarrkirche hl. Jakob der Ältere, Payerbach                                |
| ja   | Datei hochladen | Pfarrhof HERIS-ID: 34725 Objekt-ID: 33100                                                                             | Karl Feldbacher Straße 2 Standort KG: Payerbach          | 1820, als Folge der Zerstörung des alten Pfarrhofes von 1740/41 durch ein Hochwasser (1813), erbaut, zweigeschoßiger Bau mit Walmdach, Erweiterungsbau (Pfarrheim) von Karl Albert 1991/93. | BDA-Hist.: Q37959684 Status: § 2a Stand der BDA-Liste: 2025-06-30 Name: Pfarrhof GstNr.: .108 |
| ja   | Datei hochladen | Musikpavillon HERIS-ID: 70154 Objekt-ID: 83260                                                                        | gegenüber Ortsplatz 7 Standort KG: Payerbach             | 1909 von Carl Weinzettel errichtet, zweiarmiger Holzständerbau mit zentralem Pavillon unter Zeltdach mit Glockentürmchen | BDA-Hist.: Q38124162 Status: § 2a Stand der BDA-Liste: 2025-06-30 Name: Musikpavillon GstNr.: .223 Musikpavillon Payerbach                                                                                          |
| ja   | Datei hochladen | Straßenbrücke HERIS-ID: 70161 Objekt-ID: 83271                                                                        | bei Mühlhof Straße 1 Standort KG: Payerbach              | Die Brücke über die Schwarza wurde 1986 nach Plänen von Gustav Peichl unter Verwendung des Jugendstilgeländers der Vorgängerbrücke von 1900/01 errichtet. | BDA-Hist.: Q38124208 Status: § 2a Stand der BDA-Liste: 2025-06-30 Name: Straßenbrücke GstNr.: 631/7 Ortsbrücke Payerbach                                                                                            |
| ja   | Datei hochladen | Fußgängerbrücke, Parksteg über die Schwarza HERIS-ID: 70166 Objekt-ID: 83276                                          | bei Dr. Coumont Straße 2b Standort KG: Payerbach         | 1903 von Fa. Ed(uard) Ast und Co. errichtet, ehemals längste gerade Balkenbrücke aus armiertem Stahl | BDA-Hist.: Q38124226 Status: § 2a Stand der BDA-Liste: 2025-06-30 Name: Fußgängerbrücke, Parksteg über die Schwarza GstNr.: 625/1 Parksteg über die Schwarza, Payerbach                                             |
| ja   | Datei hochladen | Ehem. Grenzsteine HERIS-ID: 70146 Objekt-ID: 83251                                                                    | Mühlhof Straße Standort KG: Payerbach                    | zwei ehemalige Grenzsteine des Stiftes Neuberg an der Mürz, 1972 bzw. 1979 aufgestellt, Neuberger Wappen eingeritzt, bezeichnet 1677 | BDA-Hist.: Q38124134 Status: § 2a Stand der BDA-Liste: 2025-06-30 Name: Ehem. Grenzsteine GstNr.: 478 |
| ja   | Datei hochladen | Teil der 1. Wiener Hochquellenleitung HERIS-ID: 111366 Objekt-ID: 129198                                              | entlang der Anton Weiser Straße Standort KG: Payerbach   | Die I. Wiener Hochquellenwasserleitung ist ein Teil der Wiener Wasserversorgung und war die erste Versorgung von Wien mit einwandfreiem Trinkwasser. Nach vierjähriger Bauzeit wurde die 95 Kilometer lange Leitung am 24. Oktober 1873 eröffnet. | BDA-Hist.: Q64765570 Status: Bescheid Stand der BDA-Liste: 2025-06-30 Name: Teil der 1. Wiener Hochquellenleitung GstNr.: 132/5 Hochquellenwasserleitung in Payerbach                                               |
| ja   | Datei hochladen | Südbahnstrecke „Semmering-Bahn“ (Gloggnitz-Mürzzuschlag) HERIS-ID: 28199 Objekt-ID: 24754                             | Standort KG: Pettenbach                                  | Die Semmeringbahn wurde 1854 eröffnet und ist die älteste normalspurige Gebirgsbahn Europas. Sie wurde von Carl Ritter von Ghega geplant. Vom Bahnhof Gloggnitz zum Bahnhof Mürzzuschlag sind es 41 Kilometer. Im Bereich der Katastralgemeinde Pettenbach gibt es 2 Streckenaufsichtsbauten (WH 138, Lage siehe Objektkoordinaten und WH 139) sowie den Höllgraben-Viadukt (Lage). | BDA-Hist.: Q64026705 Status: Bescheid Stand der BDA-Liste: 2025-06-30 Name: Südbahnstrecke „Semmering-Bahn“ (Gloggnitz-Mürzzuschlag) GstNr.: 202/1, .21, .22 Semmering Railway in Payerbach                         |
| ja   | Datei hochladen | Kleindenkmal, ehem. Kollergang HERIS-ID: 70347 Objekt-ID: 83461                                                       | bei Schlöglmühl 16 Standort KG: Schmidsdorf              | ehem. Kollergang der Papierfabrik Schlöglmühl als Kleindenkmal aufgestellt | BDA-Hist.: Q38124885 Status: § 2a Stand der BDA-Liste: 2025-06-30 Name: Kleindenkmal, ehem. Kollergang GstNr.: 19/23 Papierfabrik Schlöglmühl                                                                       |
| ja   | Datei hochladen | Papierfabrik Schlöglmühl HERIS-ID: 70214 Objekt-ID: 83324                                                             | Schlöglmühl 23 Standort KG: Schmidsdorf                  | Das Industrie-Ensemble der Papierfabrik Schlöglmühl bildete als Single factory town mit ihren umfangreichen Einrichtungen baulich und strukturell eine weitgehend autonom funktionierende Einheit mit eigener Schule, Arztpraxis, Geschäften und einer Wäscherei. Auf dem Areal der sogenannten Schlegelmühle, einer Mahl- und Sägemühle, wurde 1851 die staatliche Papierfabrik Schlöglmühl errichtet, die den Papierbedarf der Staatsdruckerei und der k.k. Ämter billig und verlässlich decken sollte. 1869 wurde das Unternehmen als Actien-Gesellschaft der k. k. priv. Papierfabrik Schlöglmühl privatisiert und 1908 in die Papierfabrik Neusiedl eingegliedert. Nach einem Großbrand 1909, der die großteils aus Holzkonstruktionen bestehenden Anlagen zerstörte, wurde die Fabrik 1910 in Stahlbeton neu errichtet und mit modernsten Maschinen ausgestattet. Mit der Krise der Papierindustrie zu Beginn der 1970er Jahre wurde das Werk Schlöglmühl an die Firma Salzer verkauft, dennoch musste die Papierproduktion 1983 eingestellt werden. Die ehemaligen Gebäude und das Areal sind nunmehr Betriebsansiedlungsgebiet, die Maschinen sind nicht mehr vorhanden. Zu den denkmalgeschützten Teilen der ehemaligen Fabrik gehört auch die 1860 errichtete frühhistoristische Werkskirche. | BDA-Hist.: Q38124317 Status: Bescheid Stand der BDA-Liste: 2025-06-30 Name: Anlage Papierfabrik Schlöglmühl GstNr.: .11/1, .22, .77/2, .12, 15/2, 373, .13 Papierfabrik Schlöglmühl                                 |
| ja   | Datei hochladen | Ehem. Arbeiter- und Beamtenwohnhaus HERIS-ID: 70336 Objekt-ID: 83450                                                  | Schlöglmühl 27 Standort KG: Schmidsdorf                  | um 1870 erbaut, ehemalige Kaserne für die Soldaten, die für den Wassertransport von Kaiserbrunn nach Wien zum kaiserlichen Hof eingeteilt waren | BDA-Hist.: Q38124825 Status: § 2a Stand der BDA-Liste: 2025-06-30 Name: Ehem. Arbeiter- und Beamtenwohnhaus GstNr.: .24 Arbeiter- und Beamtenwohnhäuser, Schlöglmühl                                                |
| ja   | Datei hochladen | Ehem. Arbeiter- und Beamtenwohnhaus HERIS-ID: 70338 Objekt-ID: 83452                                                  | Schlöglmühl 29 Standort KG: Schmidsdorf                  | um 1870 erbaut, ehemalige einzeln stehende Gebäude, die durch Einschub eines übergiebelten Mittelteils 1900 (?) verbunden wurden | BDA-Hist.: Q38124835 Status: § 2a Stand der BDA-Liste: 2025-06-30 Name: Ehem. Arbeiter- und Beamtenwohnhaus GstNr.: .111, .112 Arbeiter- und Beamtenwohnhäuser, Schlöglmühl                                         |
| ja   | Datei hochladen | Südbahnstrecke „Semmering-Bahn“ (Gloggnitz-Mürzzuschlag) HERIS-ID: 28189 Objekt-ID: 24743                             | Schmidsdorf 21 Standort KG: Schmidsdorf                  | Die Semmeringbahn wurde 1854 eröffnet und ist die älteste normalspurige Gebirgsbahn Europas. Sie wurde von Carl Ritter von Ghega geplant. Vom Bahnhof Gloggnitz zum Bahnhof Mürzzuschlag sind es 41 Kilometer. Im Bereich der Katastralgemeinde Schmidsdorf gibt es 2 Streckenaufsichtsbauten (WH 126 und WH 127). | BDA-Hist.: Q64026703 Status: Bescheid Stand der BDA-Liste: 2025-06-30 Name: Südbahnstrecke „Semmering-Bahn“ (Gloggnitz-Mürzzuschlag) GstNr.: 124, .40, .41, 246/2 Semmering Railway in Payerbach                    |
| ja   | Datei hochladen | Landeskindergarten, ehem. Schule HERIS-ID: 70341 Objekt-ID: 83455                                                     | Schmidsdorf 31 Standort KG: Schmidsdorf                  | ehemalige Volksschule, um 1890 (?) an Stelle der Fabriksschule in Schlöglmühl errichtet, 1945 Brand, 1949 Wiederaufbau, heute Landeskindergarten | BDA-Hist.: Q38124854 Status: § 2a Stand der BDA-Liste: 2025-06-30 Name: Landeskindergarten, ehem. Schule GstNr.: .53                                                                                                |
| ja   | Datei hochladen | Ehem. Holzschleiferei samt Kraftwerk HERIS-ID: 70342 Objekt-ID: 83456                                                 | Schmidsdorf 36 Standort KG: Schmidsdorf                  | Anmerkung: Die ehemalige Holzschleiferei wurde abgetragen. Es besteht nur mehr das Kraftwerk. | BDA-Hist.: Q38124858 Status: Bescheid Stand der BDA-Liste: 2025-06-30 Name: Ehem. Holzschleiferei samt Kraftwerk GstNr.: .63                                                                                        |
| ja   | Datei hochladen | Aufseherhaus der 1. Wiener Hochquellenwasserleitung HERIS-ID: 70344 Objekt-ID: 83458                                  | bei Sportplatz Straße 1 Standort KG: Schmidsdorf         | Der eingeschoßige Bau mit Satteldach und Laubsägedekor wurde 1906 erbaut. | BDA-Hist.: Q38124870 Status: § 2a Stand der BDA-Liste: 2025-06-30 Name: Aufseherhaus der 1. Wiener Hochquellwasserleitung GstNr.: .74                                                                               |
| ja   | Datei hochladen | Einstiegshäuschen der 1. Wiener Hochquellenwasserleitung HERIS-ID: 70345 Objekt-ID: 83459                             | neben Wiener Straße 34 Standort KG: Schmidsdorf          | Die I. Wiener Hochquellenwasserleitung ist ein Teil der Wiener Wasserversorgung und war die erste Versorgung von Wien mit einwandfreiem Trinkwasser. Nach vierjähriger Bauzeit wurde die 95 Kilometer lange Leitung am 24. Oktober 1873 eröffnet. Das Einstiegshäuschen trägt die Nummer 5. | BDA-Hist.: Q64765510 Status: § 2a Stand der BDA-Liste: 2025-06-30 Name: Einstiegshäuschen der 1. Wiener Hochquellwasserleitung GstNr.: 238/2 Hochquellenwasserleitung in Payerbach                                  |
| ja   | Datei hochladen | Ehem. Leichenkammer HERIS-ID: 70339 Objekt-ID: 83453                                                                  | Schlöglmühl, Heufeld Standort KG: Schmidsdorf            | ehem. Leichenaufbewahrungshaus mit Walmdach von 1923 | BDA-Hist.: Q38124845 Status: § 2a Stand der BDA-Liste: 2025-06-30 Name: Ehem. Leichenkammer GstNr.: .113 |
| ja   | Datei hochladen | Einstiegshäuschen der 1. Wiener Hochquellenwasserleitung HERIS-ID: 70343 Objekt-ID: 83457                             | in der Nähe Sportplatz Straße 1 Standort KG: Schmidsdorf | Zur I. Wiener Hochquellenwasserleitung siehe Einstiegshäuschen 5. Das Einstiegshäuschen trägt die Nummer 6. | BDA-Hist.: Q64765508 Status: § 2a Stand der BDA-Liste: 2025-06-30 Name: Einstiegshäuschen der 1. Wiener Hochquellwasserleitung GstNr.: 92/1 Hochquellenwasserleitung in Payerbach                                   |
| ja   | Datei hochladen | I. Wiener Hochquellenwasserleitung im Bereich Schlögelmühl, ehemalige Papierfabrik HERIS-ID: 111367 Objekt-ID: 129199 | Standort KG: Schmidsdorf                                 | Zur I. Wiener Hochquellenwasserleitung siehe Einstiegshäuschen 5. Hier ist das Unterflurgerinne als Ufer des Kraftwerk-Vorlaufes ausgeführt. | BDA-Hist.: Q64765572 Status: Bescheid Stand der BDA-Liste: 2025-06-30 Name: Teil der 1. Wiener Hochquellenleitung GstNr.: 92/1, 238/2 Hochquellenwasserleitung in Payerbach                                         |